# My Wicked Heart
A My Wicked Heart Diana Vickers énekesnő egyik dala. Feltehetőleg a Songs from the Tainted Cherry Tree bővített változatának első kislemeze lett volna, viszont a tervek nem váltak valóra, így a kislemez a második, Music to Make Boys Cry című lemezhez jelent meg. 2010. október 17-én jelent meg digitálisan, majd CD formátumban 2010. november 1-jén az RCA Records gondozásában az Egyesült Királyságban. A dal indie pop jegyekre épül, a The xx és The Doors hatottak rá, a felvételben Diana trombitán játszik. A kislemezt a The X Factor hetedik évadában adta elő 2010. október 17-én. A szám a brit kislemezlista 13. helyét érte el.

## Háttér
2010. szeptember 2-án jelentették be, Vickers újra kiadja debütáló albumát, új anyaggal bővítve. A bejelentést követve Diana közölte, első kislemeze a My Wicked Heart címet kapta, és feltöltött a dal videóklipjéből egy rövid előzetest YouTube csatornájára. Szeptember 12-én a BBC Radio 1 műsorán debütált a dal, mely pozitív véleményeket kapott. A Popjustice szerint: „Kicsit bolondos, és egészen csodálatos.” Október 2-án Vickers klipje az ITV2 műsorán debütált. Az énekesnő szerint a dal „egy személyről szól, akinek hónapokon át rajongója vagy, és igazán akarod, de nem szerezheted meg - mivel vagy te, vagy ő kapcsolatban áll.”

## A kritikusok értékelései
A Popjustice pozitív véleményt írt a dalról: szerintük olyan, mintha a Florence + The Machine énekelné az Under The Bridget és Crazy Chicket. Hozzátették, szerintük kicsit bolondos, és egészen csodálatos. A 'hush hush stay quiet, your secret's safe with me' sorral indul, és van egy remek 'whoops-a-daisy' része a számnak. Később a számot Björk és a Siouxsie & the Banshees keverékeként jellemezte a felvételt az énekesnő. A SugarScapet lenyűgözte Vickers új dívaszerű dala, szerintük egy új szintre emeli őt.
Mayer Nissim (Digital Spy) szerint a dal „furfangos, de nem elég okos”, szerinte Diana és közreműködői a Red Hot Chili Peppers Under The Bridge című dalát briliáns módon ellopták. Végül ötből öt csillagot értékelt a számnak. A Coffee City Music Lounge szereti a dalt, mivel más, mint az eddigiek, szerintük „furcsa keveréke a mókásnak és hátborzongatónak”, ettől függetlenül úgy gondolták, beillik az album dalai közé.

## Kereskedelmi fogadtatás
Kiadása után a kislemez folyamatosan felfelé haladt az iTunes listáján; az X-Factoros előadása után visszaugrott a 12. helyre. A BBC Radio 1 12. helyet jósolt a dalnak, viszont 2010. október 23-án a 13. helyen jelent meg. Az ezt követő héten 31. lett. November 6-án 46. lett, majd 79., így négy hétig maradt a top 100-ban.

## Videóklip

### Háttér
A My Wicked Heart videóklipje az ITV2 műsorán debütált 2010. október 2-án, 18.55-kor. A videót Sarah Chatfield rendezte, Tamsin Glasson producerrel. A művészi rendező és stylist Shaun Fenn és Cynthia Lawrence-John voltak. A koreográfiát David Leighton találta ki, míg Vickers haját és sminkjét Brendan Robertson. A Mail Online szerint a videó vidám és egyedi. Vickers a videóban egy cirkusz vezető akrobatájaként jelenik meg. Később bohócként is látható, kék, zöld és fehér léggömbökkel körülvéve. A kisfilm Shakira She Wolf című számának klipjéhez hasonlít, ahol az énekesnő egy ketrecben helyezkedik el.

### A klip története
A videóban Vickers különböző öltözékeket visel. Diana egy rózsaszín akrobatatrikóban látható, viszont a megerőltető tornagyakorlatok miatt rengeteg sérülést szerzett, és speciális sminkre volt szüksége. Egy bennfentes így vélekedett a forgatásról: „Diana aznap a forgatást zúzódásokkal hagyta el. Mintha egy box meccs során dobta volna el hatalmas ellenfele.”

## Vita
2010. október 16-án a Warner Music Group bejelentette, jogi lépéseket fontolgat Vickers dala, és a Red Hot Chili Peppers Under the Bridge című számának hasonlóságai miatt. Vickers beismerte, az Under the Bridget hallgatta nem sokkal az énekszólam megírása előtt, és észrevette a hasonlóságot, viszont úgy döntött, nem változtat rajta.

## Promóció
Vickers a kislemezt élőben a The X Factor hetedik évadában adta elő a második héten. A This Morning című televíziós műsorban is elénekelte a számot október 19-én, és egy interjút adott a Live from Studio Fiveon 22-én. November 2-án a The Alan Titchmarsh Show vendége volt, majd rádiós turnéját kezdte meg, hogy promotálja dalát.

## Megjelenési forma és számlista
| - CD kislemez 1. My Wicked Heart – 2:56 (Vickers, Adams) 2. The Way You Say It (Demo) (Vickers, Chris Braide) 3. My Wicked Heart (Gareth Wyn Remix) 4. My Wicked Heart (Blackbox Remix) - Digitális 2-dalos kislemez 1. My Wicked Heart – 2:56 2. My Wicked Heart (Campfire Acoustic Version) – 3:43 |

## Slágerlistás helyezések
| Slágerlista (2010)             | Legjobb helyezés |
| ------------------------------ | ---------------- |
| European Hot 100 kislemezlista | 42               |
| Ír kislemezlista               | 22               |
| Skót kislemezlista             | 12               |
| Brit kislemezlista             | 13               |

## Release history
| Ország             | Dátum             | Formátum           |
| ------------------ | ----------------- | ------------------ |
| Írország           | 2010. október 17. | Digitális letöltés |
| Egyesült Királyság | 2010. október 17. | Digitális letöltés |
| Egyesült Királyság | 2010. november 1. | CD kislemez        |